# Низинное (Сакский район)
Низи́нное (до 1948 года Топаловка; укр. Низинне, крымскотат. Nizinnoye, Низинное) — село в Сакском районе Республики Крым, входит в состав Зерновского сельского поселения (согласно административно-территориальному делению Украины — Зерновского сельского совета Автономной Республики Крым).

## Население
| 2001 | 2014 |
| ---- | ---- |
| 429  | ↘293 |

Всеукраинская перепись 2001 года показала следующее распределение по носителям языка
| Язык             | Процент |
| ---------------- | ------- |
| русский          | 51.52   |
| крымскотатарский | 34.27   |
| украинский       | 12.59   |
| другие           | 0.93    |

### Динамика численности
- 1915 год — 54 чел.[10]
- 1926 год — 73 чел.[11]
- 2001 год — 429 чел.[12]
- 2009 год — 440 чел.[13]
- 2014 год — 293 чел.[14]

## Современное состояние
На 2016 год в Низинном числится 12 улиц и Михайловский хутор; на 2009 год, по данным сельсовета, село занимало площадь 184,2 гектара, на которой в 108 дворах числилось 440 жителей, действуют сельский клуб, сельская библиотека, фельдшерско-акушерский пункт. Низинное связано автобусным сообщением с Саками и соседними населёнными пунктами.

## География
Низинное — село на востоке района, в степном Крыму, у границы с Симферопольским районом, высота центра села над уровнем моря — 79 м. Соседние сёла: Крайнее в 5 км на запад, Сумское в 4 км на восток и Сторожевое в 2,7 км на юг — оба Симферопольского района. Расстояние до райцентра — около 31 километра (по шоссе), ближайшая железнодорожная станция — Яркая (на линии Остряково — Евпатория) в 11 км. Транспортное сообщение осуществляется по региональной автодороге 35Н-485 Крымское — Низинное от шоссе Красноперекопск — Симферополь (по украинской классификации — С-0-11238). В Низинном имеется термальный источник, вода с температурой 60 °C поступает из скважины глубиной 1000 метров .

## История
Колония крымских немцев меннонитов Топаловка (также Сергеевка), судя по доступным источникам, была основана в составе Камбарской волости
Евпаторийского уезда в начале XX века, поскольку в «…Памятной книжке Таврической губернии на 1902 год» ещё не упоминается. По Статистическому справочнику Таврической губернии. Ч.II-я. Статистический очерк, выпуск пятый Евпаторийский уезд, 1915 год, в деревне Топаловка (Сергеевка) Камбарской волости Евпаторийского уезда числилось 11 дворов (все дворы с землёй) с немецким населением без приписных жителей, но с 54 — «посторонними», из которых 23 мужчины и 31 женщина. Жители владели 902 десятинами удобной земли. В хозяйствах имелось 64 лошади, 52 вола, 40 коров и 50 голов мелкого скота. Согласно списку 1915 года «…русских подданных из австрийских, венгерских или германских выходцев» землевладельцев, опубликованном в газете «Таврические губернские ведомости» в апреле 1915 года, при деревне Топаловка значатся крымские немцы — семья Варкентин: отец Филипп Иоганнович, имевший 472 десятины, 984,5 квадратных саженей земли и его сыновья — Иоганес имевший — 82 дес., Филипп и Гергард — по 50 дес. Также числились Берг Бернгард Яковлевич, Фаст Франц Корнелиусович и Энс Абрам Абрахамов, имевшие по 82 десятины.
После установления в Крыму Советской власти, по постановлению Крымревкома от 8 января 1921 года была упразднена волостная система и село включили в состав вновь созданного Сарабузского района Симферопольского уезда, а в 1922 году уезды получили название округов. 11 октября 1923 года, согласно постановлению ВЦИК, в административное деление Крымской АССР были внесены изменения, в результате которых был ликвидирован Сарабузский район и образован Симферопольский и село включили в его состав. Согласно Списку населённых пунктов Крымской АССР по Всесоюзной переписи 17 декабря 1926 года, в селе Топаловка, Ново-Михайловского сельсовета Симферопольского района, числилось 15 дворов, все крестьянские, население составляло 73 человека, из них 72 немца и 1 русский. Постановлением Президиума КрымЦИКа «Об образовании новой административной территориальной сети Крымской АССР» от 26 января 1935 года был создан Сакский район и село включили в его состав. Вскоре после начала Великой Отечественной войны, 18 августа 1941 года крымские немцы были выселены, сначала в Ставропольский край, а затем в Сибирь и северный Казахстан.
Во время Отечественной войны, в ходе освобождения Крыма, в апреле 1944 года, при освобождении села погиб ефрейтор Василий Иванович Комяков из состава 700-го отдельного саперного батальона. Павшего похоронили на сельском кладбище. В 1960 году на могиле установили ступенчатый обелиск из оштукатуренного камня-ракушечника, увенчанного пятиконечной звездой. Постановлением Совета министров Республики Крым № 627 от 20 декабря 2016 года памятник отнесён к категории объектов культурно-исторического наследия России регионального значения.
После освобождения Крыма от фашистов опустевшее село утратило статус и называлось населенный пункт 3-го отделения совхоза Крымский Топаловка. 12 августа 1944 года было принято постановление № ГОКО-6372с «О переселении колхозников в районы Крыма», по которому в район из Курской и Тамбовской областей РСФСР в район переселялись 8100 колхозников, а в начале 1950-х годов последовала вторая волна переселенцев из различных областей Украины. С 25 июня 1946 года Топаловка в составе Крымской области РСФСР. Указом Президиума Верховного Совета РСФСР от 18 мая 1948 года «населенный пункт 3-го отделения совхоза Крымский Топаловка» был переименован в село Низинное. 26 апреля 1954 года Крымская область была передана из состава РСФСР в состав УССР. Время включения в состав Симферопольского района пока не установлено: на 15 июня 1960 года село числилось в его составе в Крымском сельсовете (созданном 13 апреля 1960 года). На 1 января 1968 года село, вместе с советом, в Сакском районе. С 12 февраля 1991 года село в восстановленной Крымской АССР, 26 февраля 1992 года переименованной в Автономную Республику Крым. С 21 марта 2014 года в составе Крыма аннексировано Россией.